# シールド・フォース/監獄要塞
『シールド・フォース/監獄要塞』（原題：Armed Response）は、ジョン・ストックウェル監督、ウェズリー・スナイプス製作・主演の2017年アメリカ合衆国のアクションホラー映画。
共演はアン・ヘッシュ、デイヴ・アナブル、セス・ロリンズ。製作はWWEスタジオとジーン・シモンズの協働によるErebus Picturesが担当した。アメリカでは2017年8月4日に公開された。

## あらすじ
施設そのものが高度に進化したAI「テンプル」であり、巨大な尋問装置としての機能を有する、政府の極秘収容施設「サイト9」との通信が途絶えたため、アイザックを隊長とする特殊工作員チームが派遣される。到着して間もなく、彼らは別のチームの死体を発見するが、突然、施設が封鎖され、施設内に閉じ込められてしまう。状況を調べるために監視カメラを確認すると、映像に映し出されたのは何者かに次々と殺されていくチームの姿であった。彼らが殺された原因を突き止めようとする中で、やがてアイザックたちにも奇妙で恐ろしい現象が起こり始める。
人間の思考パターンを解析する人工知能「テンプル」は、アイザックたちを収容すべき犯罪者と認識していた。理由がわからず困惑する彼らであったが、実は殺されたチームとアイザックたちのチームは、以前アフガニスタンに派遣され、村の長老を尋問していた時に、手に負えなくなり、大虐殺を起こしていた。彼らはこの事実を隠蔽していたため、「テンプル」が事件を暴露し、罰を与えていたのだった。

## キャスト
- アイザック - ウェズリー・スナイプス
- Riley - アン・ヘッシュ
- ガブリエル - デイヴ・アナブル
- Brett - セス・ロリンズ
- Tyler - カイル・クレメンツ
- Paul - モーガン・ロバーツ
- Saeed Refai - アイアス・ユニス
- Ahmadi - モー・ガリーニ（英語版）
- Rainier - マイク・シール
- Male Suspect - ジーン・シモンズ

## 評価
Rotten Tomatoesでは0％となっている。